# Lise Østergaard

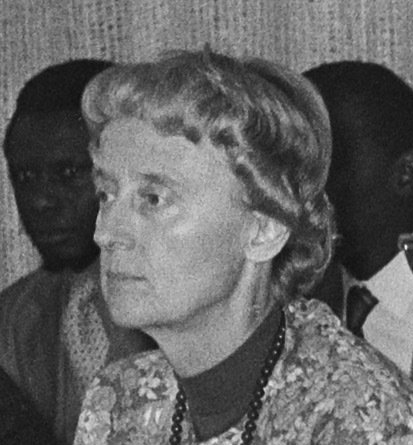
Lise Østergaard bei einer Konferenz in Amsterdam (21. November 1978).

Anna Elisabeth „Lise“ Østergaard (* 18. November 1924 in Odense, Region Syddanmark; † 3. April 1996 in Kopenhagen) war eine dänische Psychologin, Hochschullehrerin und Politikerin der Socialdemokraterne, die unter anderem zwischen 1979 und 1984 Mitglied des Folketing sowie 1977 bis 1980 Ministerin ohne Geschäftsbereich, von 1980 bis 1982 im Ministerin für nordische Zusammenarbeit sowie zugleich in Personalunion Kulturministerin war.

## Leben

### Studium, Psychologin und Hochschullehrerin
Anna Elisabeth „Lise“ Østergaard, Tochter des Direktors Alfred Østergaard (1890–1962) und dessen Ehefrau Martha Kirstine Nielsen (1885–1944), begann nach dem Schulbesuch ein Studium der Psychologie an der Universität Kopenhagen und beendete dieses 1947 als Candidata psychologiae. Nach dieser kurzen Studienzeit, in der sie nebenbei als medizinische Sekretärin gearbeitet hatte, arbeitete sie von 1947 bis 1949 als klinische Kinderpsychologin am Kinderkrankenhaus Norrtull in Stockholm und zwischen 1949 und 1950 am Kinderkrankenhaus „Königin Louise“ in Kopenhagen, ehe sie von 1950 bis 1954 an der Klinik für Kinderpsychologie der Universität Kopenhagen. Zu ihrer dortigen Untersuchung über psychogene Fettleibigkeit im Kindesalter erschien 1955 der Fachartikel „On Psychogenic Obesity in Childhood“ in der wissenschaftlichen Fachzeitschrift Acta Pædiatrica (Ausgabe XLIII, 1955). Daraufhin war sie von 1954 bis 1958 als klinische Psychologin sowie zuletzt zwischen 1958 und 1963 als Chefpsychologin in der psychiatrischen Klinik des Rigshospitalet beschäftigt. Daneben lehrte sie als Gastdozentin an der Universität Lund in Schweden sowie der Universität Bergen in Norwegen und fungierte ferner von 1955 bis 1960 als Leiterin des Weiterbildungskurses für klinische Psychologie der Dänischen Psychologischen Vereinigung (Dansk Psykolog Forening). Darüber hinaus fungierte sie zwischen 1959 und 1964 als Leiterin des Nationalen Verbandes der Beratungsklinik für psychische Hygiene in Kopenhagen.
1962 schloss Lise Østergaard ihre Promotion zum Doctor philosophiæ mit der Dissertation „En psykologisk analyse af de formelle schizofrene tankeforstyrrelser“ ab, in der sie sich mit der psychologischen Analyse der formalen schizophrenen Denkstörungen befasste. Aufgrund der guten Qualität und der Durchführung ihrer Forschungen im Grenzbereich zwischen Psychologie und Psychiatrie erlangte die Dissertation Aufmerksamkeit, woraufhin diese Forschung in Zusammenarbeit mit einer Forschungsgruppe am National Institute of Mental Health (NIMH) in Bethasda fortgeführt wurden. 1963 übernahm sie Professur an der Universität Kopenhagen und lehrte zunächst bis 1977, wobei sie dort die Abteilung für klinische Psychologie gründete. Daneben war sie sowohl innerhalb als auch außerhalb der Universität sehr aktiv und beteiligte sich neben wissenschaftlichen Arbeiten durch Artikel in der Tagespresse, im Fernsehen und im Radio an der öffentlichen Debatte. Sie engagierte sich unter anderem von 1964 bis 1968 als Gründungsvorsitzende der Studienberatungsstelle, zwischen 1970 und 1973 als Mitglied der Dänischen UNESCO-Kommission sowie von 1972 bis 1977 als Vorstandsmitglied des Verlagshauses Gyldendal. Während dieser Zeit erhielt sie 1971 das „Ingrid Jespersen“-Stipendium sowie 1973 das „Tagea Brandt“-Reisestipendium.

### Ministerin und Abgeordnete

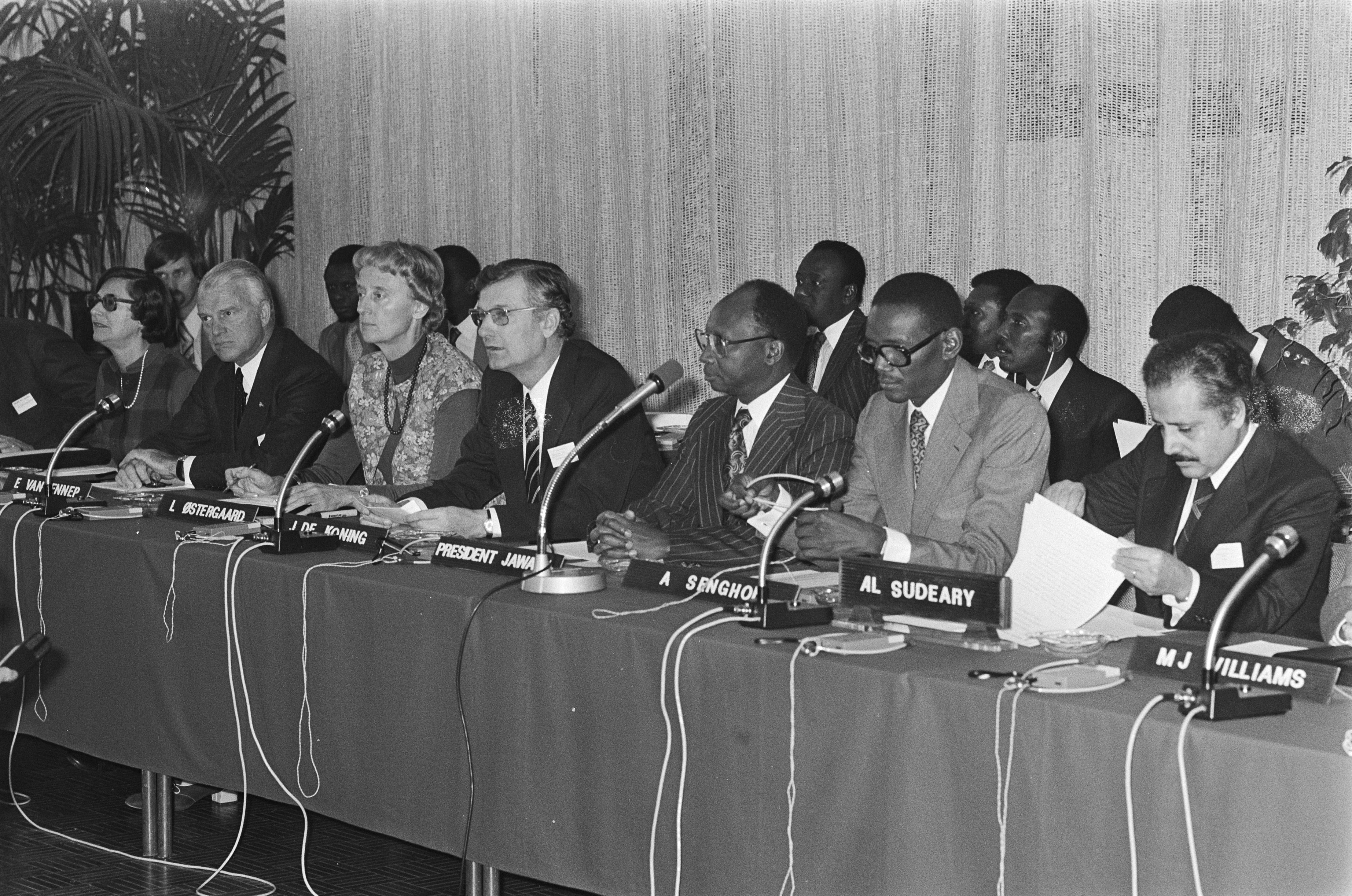
Lise Østergaard (3.v.l.) bei einer Konferenz in Amsterdam (21. November 1978).

Lise Østergaard fungierte zudem zwischen 1974 und 1977 als Vorsitzender des Dänischen Flüchtlingshilfe (Dansk Flygtningehjælp) und außerdem von 1975 bis 1977 als Vorsitzende der von der Regierung eingesetzten Kinderkommission (Børnekommissionen), was sie in politischen Kreisen bekannt gemacht hatte. Am 26. Februar 1977 trat sie auf Wunsch von Ministerpräsident Anker Jørgensen als Ministerin ohne Geschäftsbereich mit besonderem Schwerpunkt auf außenpolitischen Fragen(Minister uden portefølje med særligt henblik på udenrigspolitiske spørgsmål) in die Regierung Jørgensen II ein und bekleidete dieses Amt, in dem sie die Verantwortung für die Hilfe für Entwicklungsländer trug, vom 30. August 1978 bis zum 26. Oktober 1979 auch in der Regierung Jørgensen III sowie vom 26. Oktober 1979 bis zum 28. Februar 1980 in der Regierung Jørgensen IV.

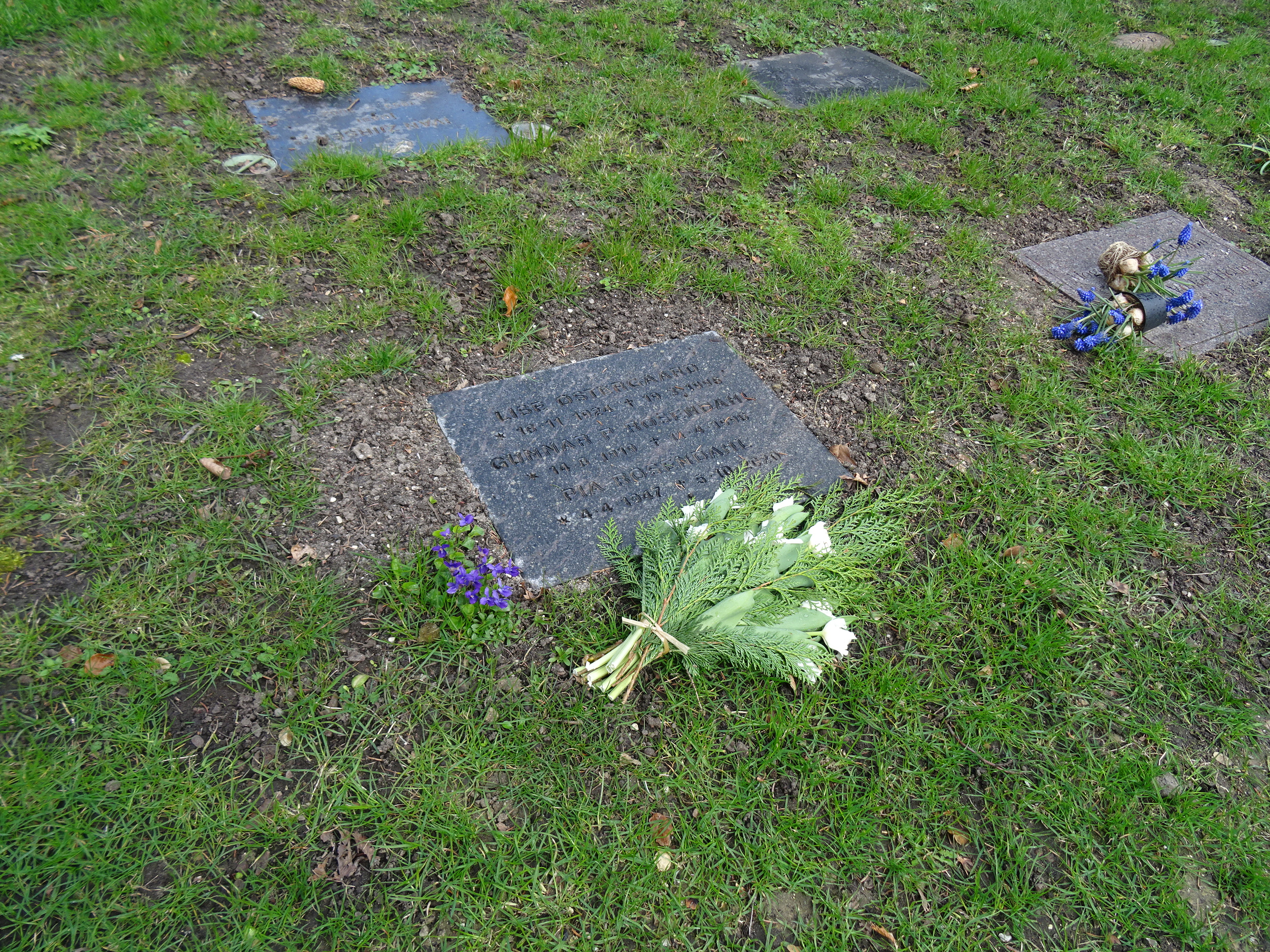
Grabstätte von Lise Østergaard auf dem Holmens Kirkegård im Kopenhagener Stadtteil Østerbro.

Daneben wurde Lise Østergaard für die Sozialdemokratische Partei (Socialdemokraterne) erstmals Mitglied im Folketing, dem Parlament Dänemarks, und vertrat dort bis zum 10. Januar 1984 den Wahlkreis Københavns Amtskreds. Sie leitete die dänische Delegation bei mehreren UN-Konferenzen und war 1980 Präsidentin der UN-Weltfrauenkonferenz in Kopenhagen sowie 1982 Vizepräsident der Mondiacult-Konferenz der UNESCO in Mexiko. Nach dem Tode von Niels Matthiasen am 16. Februar 1980  wurde sie am 28. Februar 1980 als dessen Nachfolgerin zur Kulturministerin (Minister for kulturelle anliggender) in die Regierung Jørgensen IV berufen und behielt das Amt vom 30. Dezember 1981 bis zum 10. September 1982 auch in der Regierung Jørgensen V. Daneben übernahm sie zwischen dem 28. Februar 1980 und dem 10. September 1982 in der vierten und fünften Regierung Jørgensen auch das wieder geschaffene Amt als Ministerin für nordische Zusammenarbeit (Minister for nordiske anliggender). Obwohl ihre Energie und ihr Arbeitseinsatz respektiert wurden, fühlte sie sich nicht als Politikerin. Während ihrer Zeit als Ministerin für nordische Zusammenarbeit war es offensichtlich, dass die Beziehung zu Außenminister Knud Børge Andersen nicht die beste war. Als Kulturministerin war es eine Belastung, dem dynamischen sowie engagierten Niels Matthiasen, was unter anderem beim Bibliotheksgesetz (Biblioteksloven) bemerkbar wurde. Nach ihrem Ausscheiden aus dem Folketing nahm sie ihre Professur an der Universität Kopenhagen wieder an und befasste sich bis zu ihrer Emeritierung 1994 insbesondere mit arbeitsvergleichenden Studien in Entwicklungsländern mit besonderem Schwerpunkt auf der Rolle der Frau in der internationalen Entwicklung. 1984 wurde sie Mitglied des Rates für internationale Entwicklungszusammenarbeit (Rådet for internationalt udviklingssamarbejde) und war von 1987 bis 1991 außerdem Vorsitzende der Entwicklungsländerorganisation CARE in Dänemark.

## Privates
Anna Elisabeth „Lise“ Østergaard war seit dem 3. August 1974 bis zur Auflösung der Ehe 1982 mit dem Bauingenieur und Manager Gunnar P. Rosendahl (1919–1996) verheiratet. Nach ihrem Tode wurde sie auf dem Holmens Kirkegård im Kopenhagener Stadtteil Østerbro beigesetzt.

## Veröffentlichungen
- On Psychogenic Obesity in Childhood, in: Acta Pædiatrica, 1955, XLIII
- Contemporary Diagnostic Methods in Psychiatry, in: Medicinsk årbog 1958–59, S. 11–23
- En psykologisk analyse af de formelle schizofrene tankeforstyrrelser, Dissertation, 1962
- Student Counselling, in: Nordisk Forum, 1968, 5–6, S. 350–358